# Rubery
Rubery – wieś w Anglii, w hrabstwie Worcestershire, w dystrykcie Bromsgrove. Leży 26 km na północny wschód od miasta Worcester i 163 km na północny zachód od Londynu.